# Henry Graichen

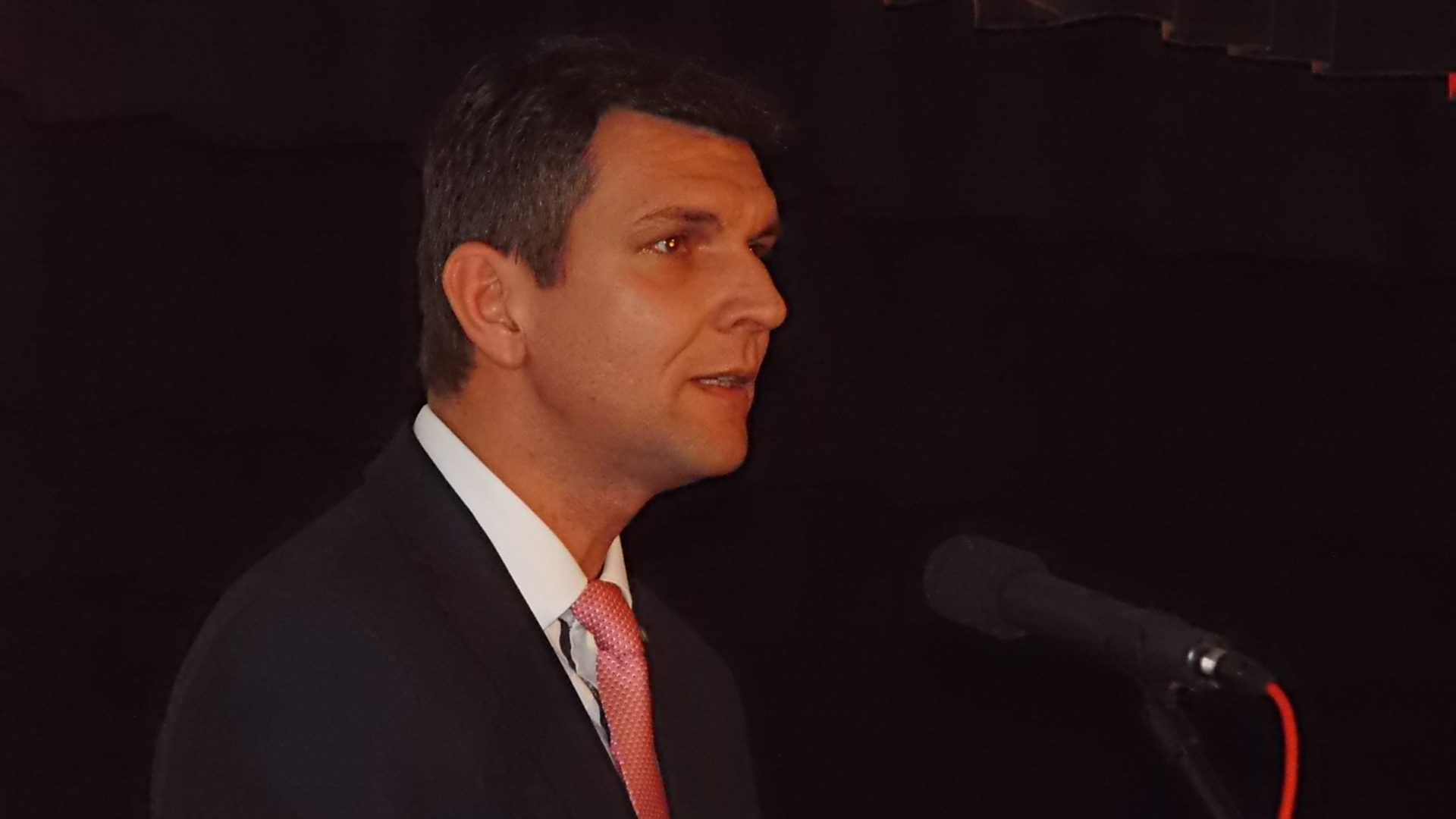
Henry Graichen (Brandis, 16. Januar 2020)

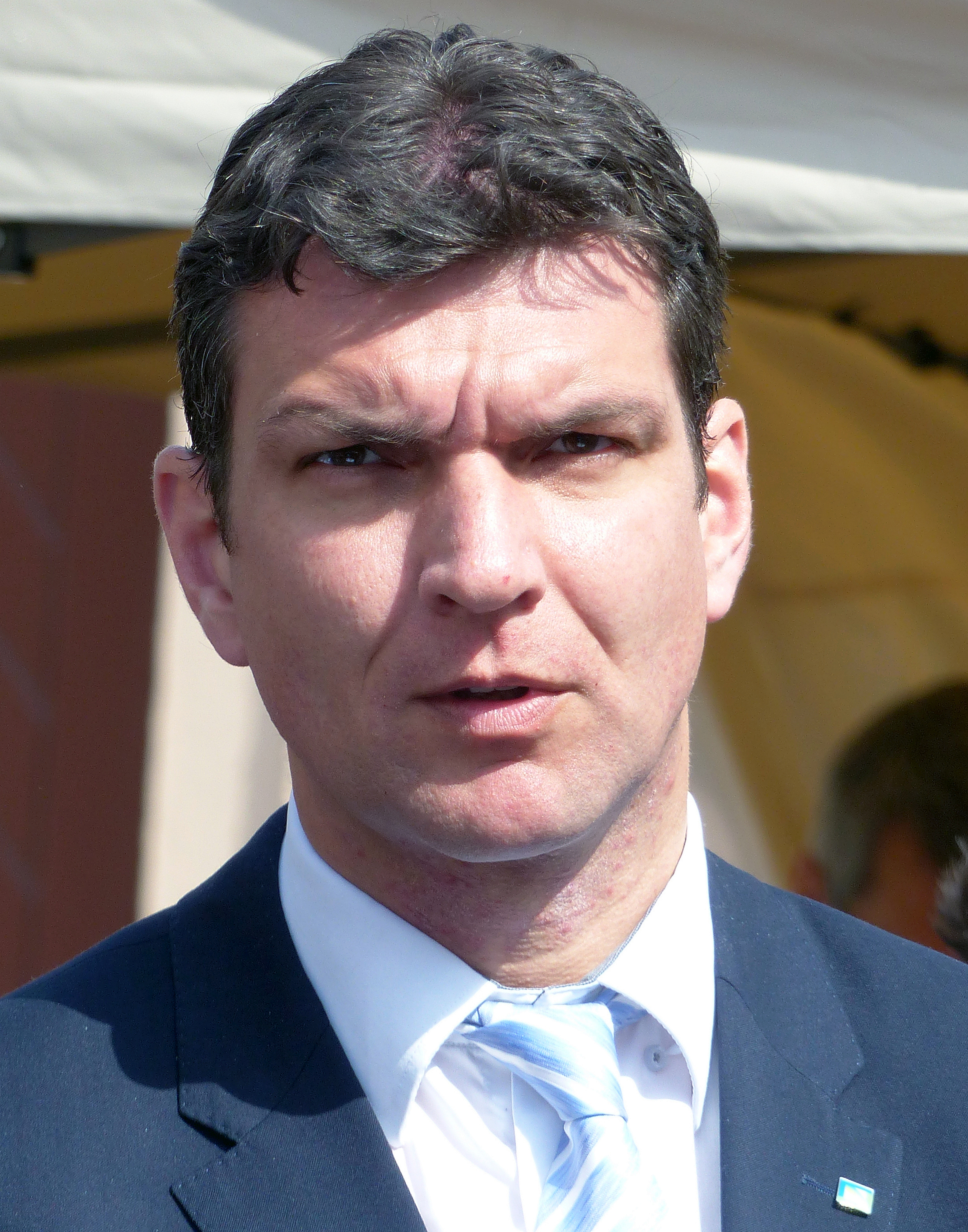
Henry Graichen (2016)

Henry Graichen (* 28. August 1976 in Borna) ist ein deutscher Politiker (CDU) und seit 2015 Landrat des Landkreises Leipzig.

## Werdegang

### Ausbildung
Nach dem Abitur 1995 am Gymnasium „Am Breiten Teich“ in Borna folgte 1996 für Henry Graichen der Wehrdienst bei der Bundeswehr. 1999 schloss er sein Studium an der Fachhochschule für Sächsische Verwaltung in Meißen als Diplom-Verwaltungswirt (FH) ab.

### Kommunalpolitik
Ab 2001 war Graichen Bürgermeister der Gemeinde Neukieritzsch, ab 2004 Mitglied des Kreistages des Landkreises Leipziger Land, ab 2008 des Landkreises Leipzig und dort ab 2014 Fraktionsvorsitzender der CDU gewesen. Ab 2005 war Graichen Mitglied im Landesvorstand und Präsidium des Sächsischen Städte- und Gemeindetages, ab 2013 Mitglied im Aufsichtsrat der Invest Region Leipzig.
Am 7. Juni 2015 wurde Henry Graichen im ersten Wahlgang zum Nachfolger von Gerhard Gey als Landrat des Landkreises Leipzig gewählt – das Amt hat er seit dem 1. August 2015 inne. Zu diesem Zeitpunkt war er der jüngste aller amtierenden Landräte in Sachsen.
Ende 2021 verurteilte Graichen öffentlich die Proteste von Gegnern der Corona-Maßnahmen vor dem Wohnhaus der sächsischen Staatsministerin Petra Köpping (SPD). Er sagte, diese Art von Protest habe nichts mit der vermeintlichen Ausübung von Freiheitsrechten zu tun, stattdessen stünden bei derartigen Aktionen Einschüchterung und persönliche Anfeindung im Fokus.
Die erneute Kandidatur Graichens zum Landrat 2022 wurde sowohl von der SPD als auch von den Grünen unterstützt, die aus diesem Grund keine eigene Kandidaten benannten. Bei einer Wahlbeteiligung von 45,9 Prozent erreichte Graichen insgesamt 69,9 Prozent der abgegebenen Stimmen. Damit wurde er für weitere sieben Jahre in seinem Amt bestätigt.

## Ämter
Graichen ist Präsident des Sächsischen Landkreistags (Stand: Januar 2025).

## Privat
Henry Graichen ist verheiratet und hat einen Sohn. Er wohnt in Neukieritzsch.